# 内ケ巻駅
内ケ巻駅（うちがまきえき）は、新潟県小千谷市にある、東日本旅客鉄道（JR東日本）飯山線の駅である。

## 歴史
- 1927年（昭和2年）6月15日：十日町線・越後川口 - 越後岩沢間開業の際に新設[2]。
- 1944年（昭和19年）6月1日：十日町線を飯山線に改称[3]。
- 1962年（昭和37年）12月1日：業務委託駅となる[4]。
- 1963年（昭和38年）2月1日：貨物の取り扱いを廃止[2]。
- 1970年（昭和45年）11月29日：手荷物・小荷物の取扱を廃止[2][5]、同時に無人化[1][6]。
- 1987年（昭和62年）4月1日：国鉄分割民営化により、東日本旅客鉄道の駅となる[2]。
- 1997年（平成9年）：駅舎を改築[1]。

※1994年（平成6年）ごろ、改築前の旧駅舎を使って映画「怖がる人々～野里越（のりこし）駅の刑罰」（和田誠監督）のロケが行われた。
飯山線は2010年（平成22年）3月31日まで、越後川口駅構内を除く全線が長野支社の管轄となっており、支社境界標は当駅と越後川口駅の間にある関越自動車道の高架橋付近に設置されていた。しかし、新潟県内の区間（森宮野原駅 - 越後川口駅間）は、翌4月1日より新潟支社へ移管している。

## 駅構造
越後川口方面に向かって左側にある単式ホーム1面1線を有する地上駅である。かつては相対式ホーム2面2線であった。駅舎は1997年（平成9年）に改築されたもので、無人駅となっている（十日町駅管理）。

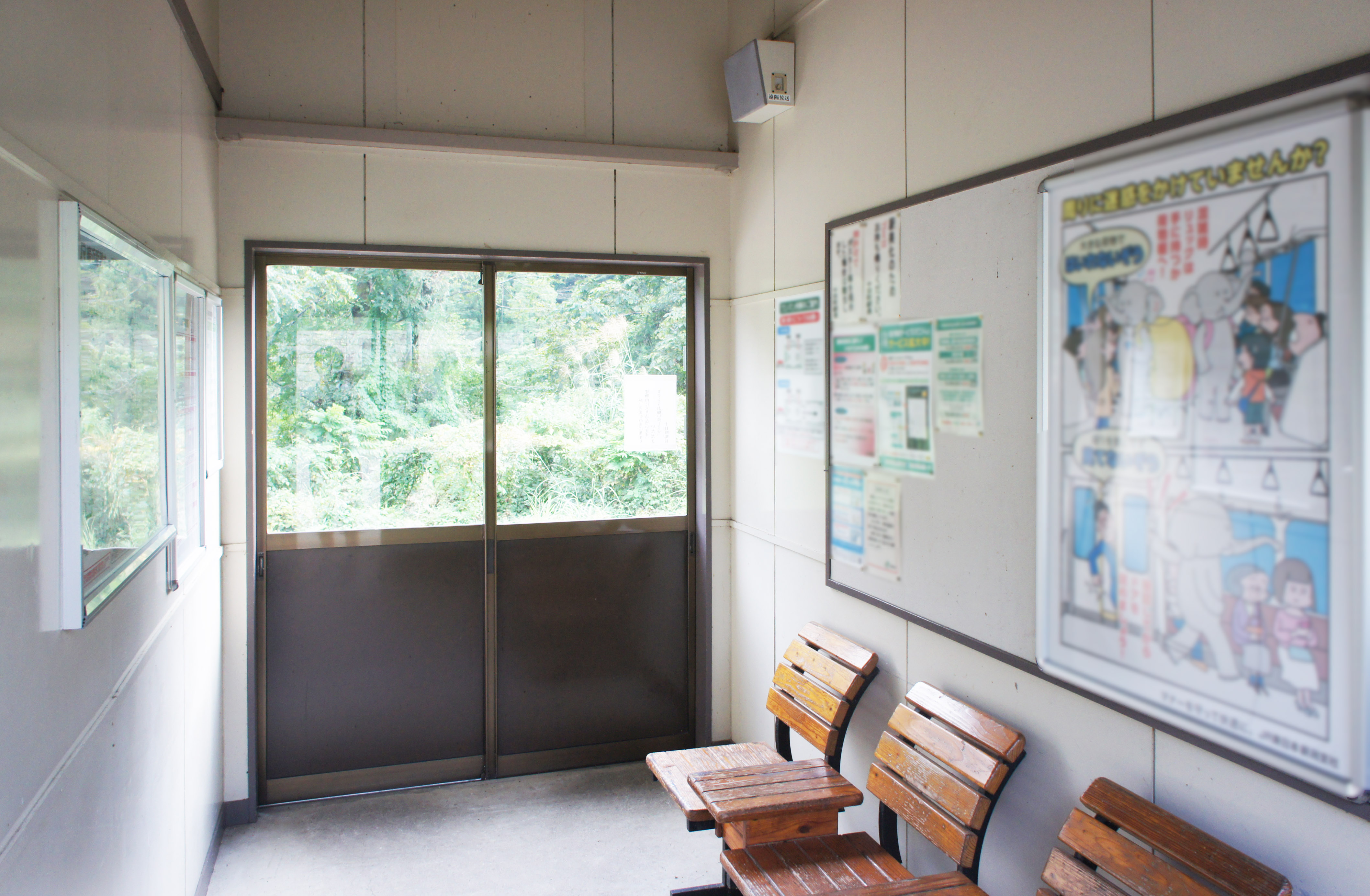
待合室（2021年9月）
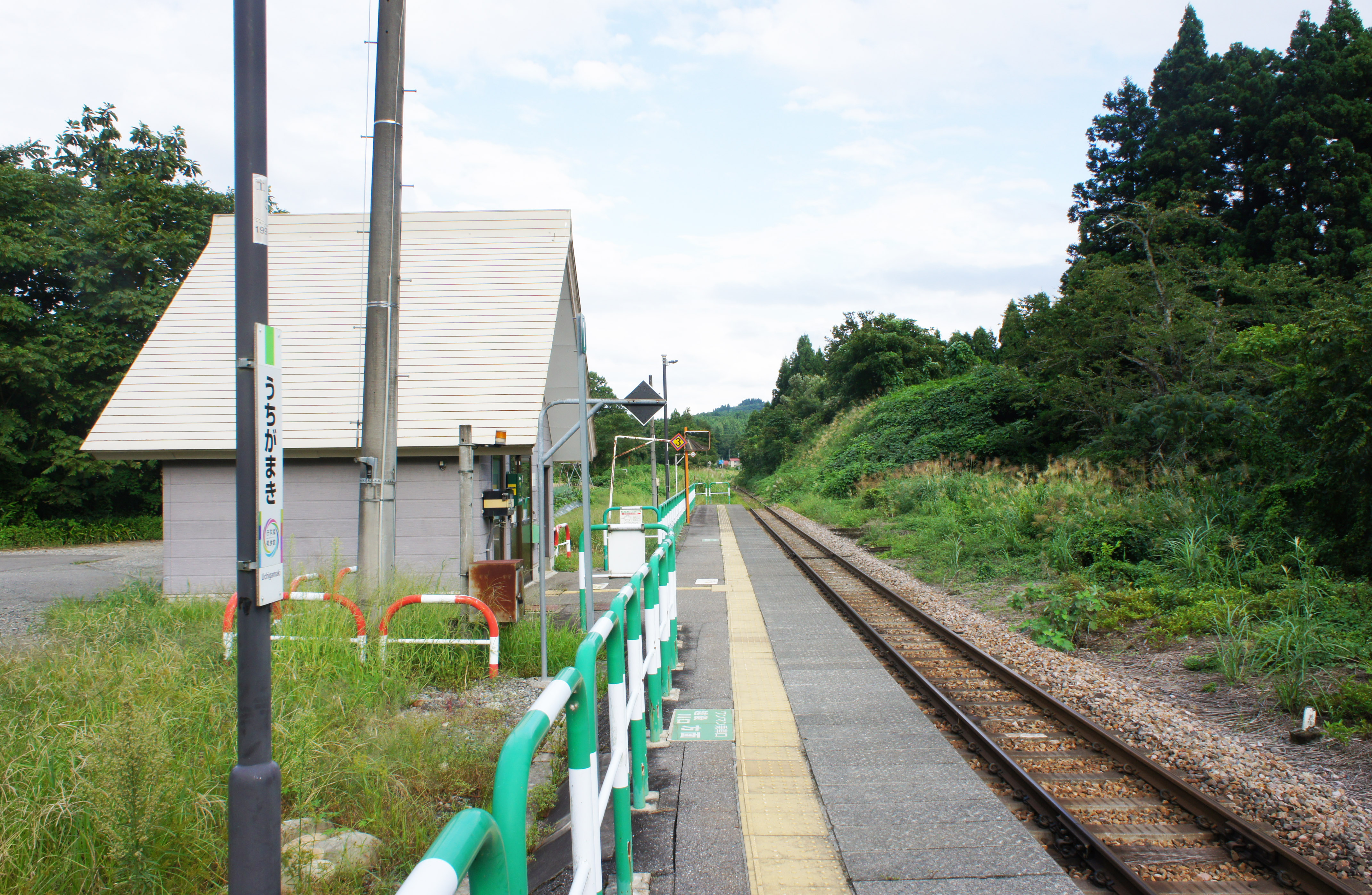
ホーム（2021年9月）

## 駅周辺
- 新潟県道71号小千谷川口大和線

## バス路線
2019年（平成31年）3月末で南小中学校線（越後交通）は廃止になり、現在は川口地域バスと小千谷市の乗合タクシーが運行されている。

## 隣の駅
東日本旅客鉄道（JR東日本）
■飯山線
越後岩沢駅 - 内ケ巻駅 - 越後川口駅